# جيم نيدهارت
جيمس هنري نيدهارت (بالإنجليزية: James Henry Neidhart)‏ (8 فبراير 1955 - 13 أغسطس 2018) كان مصارعًا أمريكيًا محترفًا، اشتهر بمظهره في الثمانينيات والتسعينيات في الاتحاد العالمي للمصارعة باسم جيم «ذا أنفيل» نيدهارت، حيث كان مرتين بطل للفرق في WWF مع بريت هارت في مؤسسة هارت. وهو والد المصارعة ناتاليا وعم تايسون كيد.

## روابط خارجية
- جيم نيدهارت على موقع IMDb (الإنجليزية)
- جيم نيدهارت على موقع قاعدة بيانات الفيلم (الإنجليزية)
- جيم نيدهارت على موقع دبليو دبليو إي (الإنجليزية)
- جيم نيدهارت على موقع WrestlingData.com (الإنجليزية)
- جيم نيدهارت على موقع CageMatch worker (الإنجليزية)
- جيم نيدهارت على موقع قاعدة بيانات المصارعة على الإنترنت (الإنجليزية)
- جيم نيدهارت على موقع عالم المصارعة على الإنترنت (الإنجليزية)
- جيم نيدهارت على موقع عالم المصارعة على الإنترنت (الإنجليزية)